# Bedegung (Semidang Aji)
Bedegung is een bestuurslaag in het regentschap Ogan Komering Ulu van de provincie Zuid-Sumatra, Indonesië. Bedegung telt 408 inwoners (volkstelling 2010).